# Yenimahalle (Ankara)
Yenimahalle is een Turks district in de provincie Ankara en heeft een oppervlakte van 219 km². Op 31 december 2019 telde het district 687.093 inwoners, waarmee het de op twee na grootste district van Ankara is.
Het district Yenimahalle behoort tot de metropool Ankara (Turks: Ankara Büyükşehir Belediyesi) en vormt, samen met de districten Altındağ, Çankaya, Etimesgut, Keçiören en Mamak - de stad Ankara. De verstedelijkte gemeenschappen Pursaklar en Sincan zijn samen met deze kernstad gegroeid. De andere districten in de provincie Ankara behoren ook tot de stadsgemeente Ankara, maar vormen ruimtelijk gescheiden nederzettingen buiten de ringweg rond Ankara en hebben ondanks de bestuurlijke opgave deels het karakter van kleine stadscentra in landelijke districten behouden.
Het district Yenimahalle is verdeeld in twee delen: een noordelijk en zuidelijk deel, sinds de afscheiding van het district Etimesgut.

## Bevolking
De bevolking is de afgelopen vijftig jaar meer dan vervijfvoudigd.
| Bevolking | 122.166 | 175.528 | 246.154 | 330.908 | 382.205 | 553.344 | 648.160 | 687.093 |

## Wijken
Het district Yenimahalle telt 56 wijken:
| - Anadolu - Aşağıyahyalar - Ata - Avcılar - Barış - Barıştepe - Batı Sitesi - Batıkent - Beştepe - Burç - Çamlıca - Çarşı - Çiğdemtepe - Demet | - Demetgül - Demetlale - Emniyet - Ergazi - Ergenekon - Esentepe - Gayret - Gazi - Güventepe - Güzelyaka - Işınlar - İlkyerleşim - İnönü - İvedikköy | - Kaletepe - Karacakaya - Kardelen - Karşıyaka - Kayalar - Kent Koop. - Kuzey Yıldızı - Macun - Mehmet Akif Ersoy - Memlik - Ostim - Özevler - Pamuklar - Ragıp Tüzün | - Serhat - Susuz - Tepe Altı - Turgut Özal - Uğur Mumcu - Varlık - Yakacık - Yenibatı - Yeniçağ - Yeşilevler - Yirmibeş Mart - Yukarıyahyalar - Yunusemre - Yuva |

## Burgemeesters
Sinds 2009 is Fethi Yaşar van de CHP driemaal tot de burgemeester van Yenimahalle verkozen.
| Jaar | Naam                 | Partij |
| ---- | -------------------- | ------ |
| 1984 | Mustafa Vuran        | ANAP   |
| 1989 | Abdurrahman Oğultürk | SHP    |
| 1994 | Abdurrahman Oğultürk | SHP    |
| 1999 | Tuncay Alemdaroğlu   | CHP    |
| 2004 | Ahmet Duyar          | AKP    |
| 2009 | Fethi Yaşar          | CHP    |
| 2014 | Fethi Yaşar          | CHP    |
| 2019 | Fethi Yaşar          | CHP    |